# Here I Come (Fergie)
Here I Come è il sesto singolo estratto dall'album d'esordio di Fergie, The Dutchess. Il singolo è stato pubblicato solamente in Brasile e Australia nel gennaio del 2008.
È stato prodotto con la partecipazione di will.i.am, già collega della cantante del gruppo dei The Black Eyed Peas.

## Promozione
Fergie ha cantato dal vivo la canzone più volte. Si è esibita con Here I Come sul palco dei Fashion Rocks 2006 insieme a will.i.am ed Elton John.

## Classifiche
| Classifica (2008)                    | Posizione massima |
| ------------------------------------ | ----------------- |
| Australia                            | 25                |
| Stati Uniti (bubbling under hot 100) | 221               |